# Auto Club Speedway
L'Auto Club Speedway  (anciennement California Speedway) est un circuit automobile de type ovale situé à Fontana dans la banlieue est de Los Angeles aux États-Unis, à proximité des emplacements des anciens circuits Ontario Motor Speedway et Riverside International Raceway.
Il accueille annuellement une course de la NASCAR depuis 1997 comptant pour le championnat des NASCAR Cup Series ainsi que d'autres type de courses automobile. En 2004, la NASCAR décide d'y disputer une deuxième course mais revient à une seule course à partir de la saison 2011.
Le circuit est propriété de l'International Speedway Corporation.
L'IndyCar revient à nouveau à partir de la saison 2012 sur le circuit pour y disputer la course de clôture de la saison (course de nuit d'une longueur de 500 milles (804,67 km)). Auparavant, le circuit avait accueilli de 2002 à 2005 des courses d'Indycar d'une longueur de 400 milles (643,74 km).
Le circuit a été fermé et sa démolition a commencé en octobre 2023 afin d'y reconstruire un circuit ovale plus petit de type short track.

## Caractéristiques
Très comparable au Michigan International Speedway, le circuit est un D-ovale (ovale en forme de D), sa longueur est de 3 218 mètres.
Le revêtement est en asphalte. La piste comporte 4 virages inclinés à 14° la ligne droite passant devant la tribune principale est inclinée à 11° tandis que la ligne opposée est inclinée à 3°.
Le 28 octobre 2000, lors des qualifications d'une épreuve CART, le pilote brésilien Gil de Ferran de l'équipe Team Penske effectue un tour du California Speedway à la vitesse moyenne de 388,537 km/h (241,426 mi/h), ce qui constitue le record du monde de vitesse sur circuit fermé.
La tribune principale a une capacité de 68 000 places avec 28 suites aériennes. La capacité totale du circuit est de 122 000 places. En 2006, une Fan zone est ajoutée derrière la tribune principale. La piste est équipée d'un éclairage en 2004.
Il est le seul circuit propriété de la société International Speedway Corporation dont le nom peut être acquis par un sponsor. Le site est desservi par les autoroutes no 10 et no 15 ainsi que par une ligne de métro dont l'arrêt se situe près de la ligne droite externe.

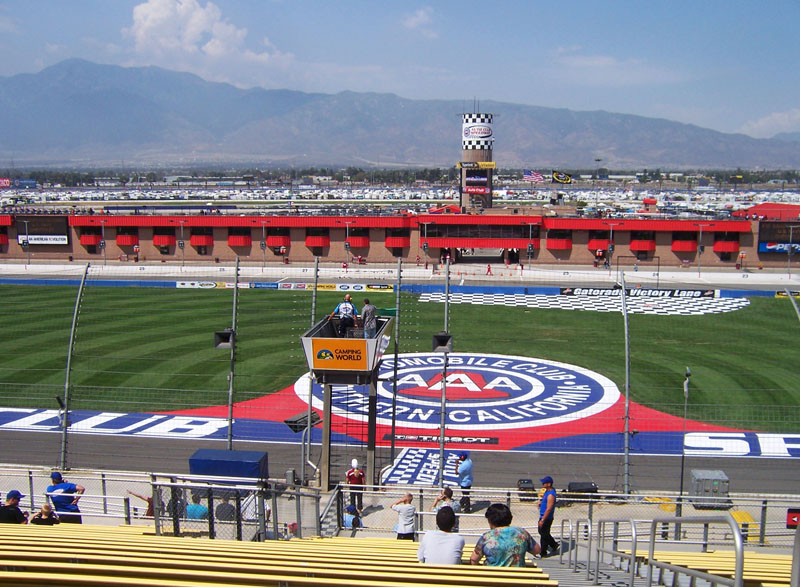
Auto Club Speedway

## Historique du circuit
Le 20 avril 1994, Roger Penske et Kaiser Steel annoncent qu'un circuit automobile va être construit sur le site abandonné de l'ancienne aciérie Kaiser à Fontana en Californie. Le lendemain, la CART annonce qu'elle s'y produira annuellement pour une course. Trois mois plus tard, le président de la NASCAR, Bill France Jr., déclare que la Winston Cup Series (actuellement NASCAR Cup Series) s'y produira aussi dès le circuit terminé. C'est la première fois de l'histoire de la NASCAR que celle-ci s'engage avec un circuit avant qu'il n'ait été construit.
Des réunions de riverains se tiennent pour discuter des questions liées à la construction du circuit ainsi que des conséquences induites par l'organisation des courses. Finalement la communauté locale va largement approuver la construction du circuit espérant une augmentation de la valeur des terres locales ainsi qu'un rajeunissement de la communauté. En avril 1995, après avoir visité un circuit semblable, le Michigan International Speedway, le Conseil du San Bernardino County approuve à l'unanimité le projet.
L'agence de protection de l'environnement de Californie donne à Penske la permission de commencer la construction après que Kaiser ait eu payé 6 millions de dollars utilisés pour enlever les déchate dangereux qui se trouvaient sur le site. Les travaux débutent le 22 novembre 1995 par la démolition de l'aciérie Kaizer. Le château d'eau d'une hauteur de 30 m, repère historique de la marque Kaiser, est préservée et se trouvant au centre de la piste sera utilisée comme marquoir. Trois mille mètres cubes de terre contaminée seront enlevés et transportés vers une décharge de déchets toxiques. Pour éviter que des impuretés ne remontent à la surface, une couche de polyéthylène non poreux est déposé. Celle-ci est ensuite recouverte d'une couche de 61 cm de sol propre. La construction du circuit se termine fin 1996. Son coût de construction fut de 100 millions USD.
Le 10 janvier 1997, Paul Tracy de l'équipe Marlboro Penske est le premier pilote a tester la piste du nouveau circuit. La NASCAR tient sa première séance d'essai sur la piste du 5 au 7 mai. L'ouverture officielle avec la coupure du ruban a lieu le 20 juin 1997 et la première course officielle (celle des NASCAR West Series) s'y déroule le lendemain.
En 2023, le circuit est fermé en vue de sa reconstruction. Sa démolition commence dès le mois d'octobre. Le nouveau circuit de type ovale qui devrait être construit sera plus petit (short-track) et réutilisera une partie des infrastructures de l'Auto Club Speedway.

## Le California Speedway
Le circuit est dénommé initialement le California Speedway jusqu'au 21 février 2008. C'est à cette date que la société Southern California Automobile Club (Auto Club) acquiert les droits du nom pour une période de 10 années. Le circuit est alors renommé Auto Club Speedway.

### Expansion et ajouts
Le succès étant au rendez-vous dès l'ouverture du circuit, la tribune principale est agrandie en y ajoutant 15 777 sièges.
En mai 1999, 28 suites aériennes sont construites au-dessus de la tribune principale.
En 2001, une piste pour véhicules type dragsters est construite par l'Auto Club Dragway derrière la ligne droite arrière du circuit. La même année, un parcours polyvalent est aménagé dans la partie centrale du circuit.
Le 24 avril 2003, le Conseil du San Bernardino County autorise les propriétaires à installer l'éclairage autour de la piste principale. La même année, la NASCAR annonce que pour la saison 2004, elle va organiser une seconde course de NASCAR Cup Series sur le circuit laquelle se déroulera de nuit. Les deux courses annuelles perdureront jusqu'à la saison 2010. Depuis la saison 2011, il n'y a plus qu'une seule course des NASCAR Cup Series organisée annuellement sur le circuit.
En 2006, l'espace situé à l'arrière de la tribune principale est réaménagé. Le nouveau midway, dénommé Discover IE FanZone, inclus en plus d'un restaurant Wolfgang Puck, des zones de repos ombragées , des salons, un nouveau magasin et une scène de divertissement.
En mars 2014, la société Exotics Racing basée à Las Vegas s'étend vers la Californie en ouvrant un nouveau parcours de 1,2 mille (1,93 km) sur le site de l'Auto Club Speedway.

### Configurations des divers circuits

L'Ovale de vitesse.
Circuit pour voitures de sports.
Circuit pour motos.
Circuit d'essai intérieur.
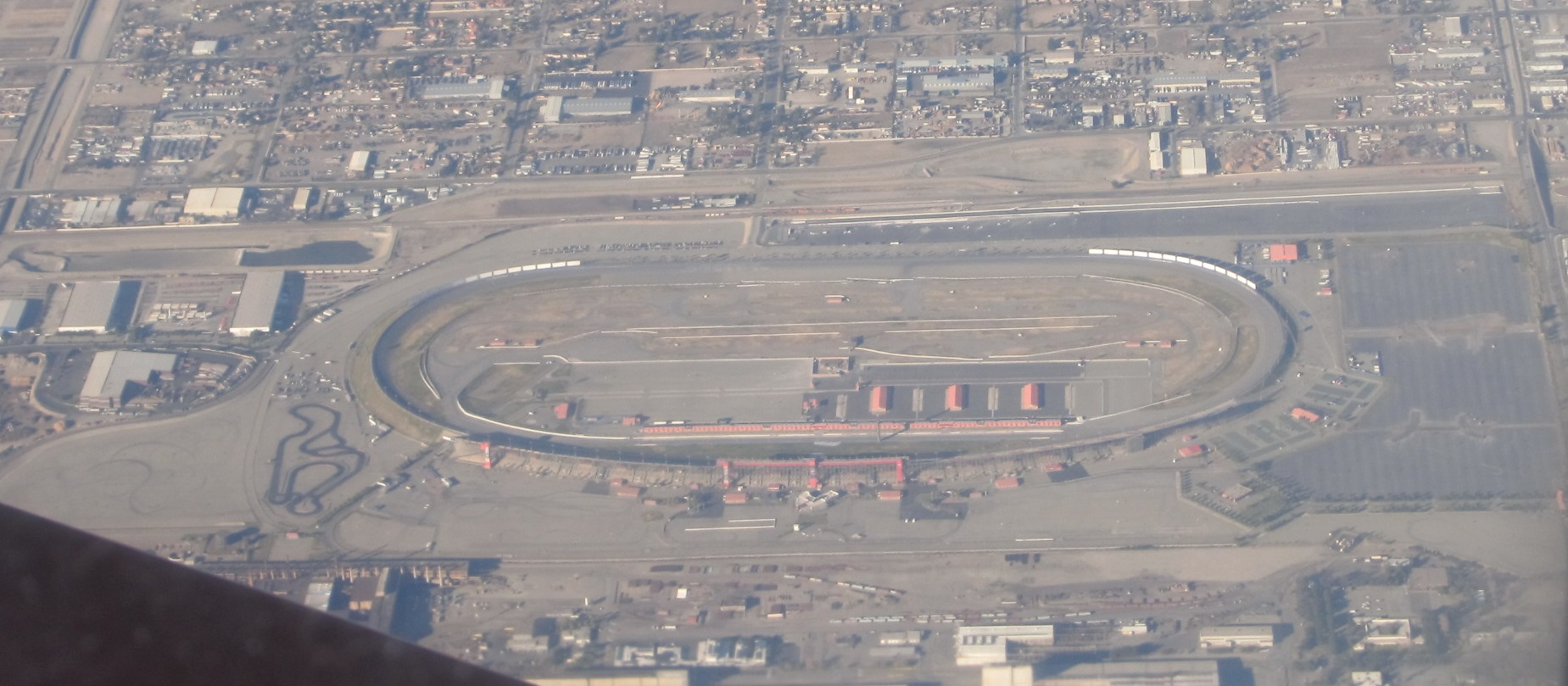
Vue d'ensemble du complexe en regardant vers le nord.

### Problèmes d'assistance
Avec l'ajout d'un deuxième weekend de course NASCAR en 2004, il est constaté que le nombre de spectateurs diminue fortement (perte de 20 000 entrées). Les pilotes et les médias s'interrogent alors sur l'utilité d'une deuxième course NASCAR même si le circuit se situe à proximité de Los Angeles, lieu considéré comme le deuxième plus grand marché médiatique du pays. La météo est également une préoccupation, les courses étant disputées soit sous la canicule soit sous la menace de la pluie. Ces éléments incitent la NASCAR à supprimer la deuxième course lors du réalignement de 2011.
La capacité de la tribune principale est réduite en 2014 pour passer de 92 000 à 68 000 places en supprimant environ 12 000 sièges situés dans le virage no 1 et en y installant une zone d'accueil ainsi qu'un écran d'affichage numérique indiquant les vitesses atteintes par les voitures dans la ligne droite. D'autre part, le nombre de places est également diminué en modifiant l'espace moyen réservé par siège, celui-ci passant de 46 cm à 58 cm. Ce nombre de place ne prend pas en compte les places situées dans les suites ni celles situées dans la zone centrale du circuit. L'assistance maximale possible est estimée à 100 000 spectateurs.

### Changement de nom
Le 21 février 2008, l'Automobile Club de Californie du Sud (ACSC) devient le sponsor du nom du circuit, le renommant Auto Club Speedway. Les droits du nom ont été acquis pour dix ans et sont estimés entre 50 et 75 M. $. Cet argent est utilisé pour améliorer la piste. En plus des droits du nom, l'ACSC pourra bénéficier des installations pour y effectuer les essais routiers repris dans le magazine Westwing ainsi que pour d'autres tests.

### Décès
Pendant la course de CART de 1999 (dénommée le Marlboro 500), le pilote de nationalité canadienne Greg Moore décède lors d'un accident le long de la ligne droite arrière. Après avoir glissé sur l'herbe du bord de l'infield, la voiture de Moore heurte le bord du trottoir faisant se retourner la voiture laquelle termine sa course contre le mur de soutènement en béton. L'accident a incité les propriétaires de la piste (ISC) à asphalter la ligne droite arrière de ses deux circuits (Le All Club Speedway et le Michigan International Speedway) afin qu'un événement similaire ne puisse se reproduire. Peu de temps après l'accident, CART impose l'utilisation d'un système de retenue de la tête et du cou sur tous les circuits de type ovale. Cette règle est devenue obligatoire sur toutes les pistes,.
Le 5 avril 2002, le pilote Ricky Lundgren se tue lors de la séance de qualification pour une course de moto.
Le 7 août 2004, un policier de San Diego, John Barr, décède lors d'un accident après avoir quitté sa moto.
Le 2 juin 2005, deux hommes décèdent en participant à une organisation sponsorisée par le club des propriétaires de Ferrari de San Diego.
Le 15 octobre 2010, une jeune femme de 24 ans décède en participant à un cours de conduite sur le circuit. Elle pilotait une réplique de voiture Indycar dans le cadre du Mario Andretti Racing Experience. Elle en perd le contrôle et va percuter le mur d'enceinte intérieur du circuit.

## Courses actuelles
- Monster Energy NASCAR Cup Series :
  - Auto Club 400
- NASCAR Xfinity Series :
  - TreatMyClot.com 300
- Eco-marathon Shell Americas

## Anciennes courses
- Monster Energy NASCAR Cup Series :
  - Pepsi Max 400 (2004–2010)
- NASCAR Xfinity Series :
  - CampingWorld.com 300 (2004–2010)
- NASCAR Camping World Truck Series :
  - San Bernardino County 200 (1997–2009)
- NASCAR West Series (1997–2006)
- CART :
  - Marlboro 500 (1997–2002)
- IndyCar Series :
  - MAVTV 500 (2002-2005, 2012-2015)
- Rolex Sports Car Series :
  - Grand American 400 (Sports Car Course) (2002–2005)
- IROC (1997, 1998, 2002)
- Super GT (2004)

## Autres organisations
- Red, White & Cruise — Un festival à l'occasion de l'Independance Day (4 juillet) aliant un show automobile, diverses attractions familiales et un feu d'artifice.
- Festival musical dénommé Epicenter 2010.
- Le Cardenas Festival qui a lieu annuellement sur la parking. Organisé par la société Cardenas qui à cette occasion distribue gratuitement des échantillons de ses (nouveaux) produits de bouche. De nombreux artistes se produisent sur scène.

## Records
| Record                            | Année | Date         | Pilote            | Temps           | Vitesse moyenne |
| --------------------------------- | ----- | ------------ | ----------------- | --------------- | --------------- |
| Monster Energy NASCAR Cup Series  |       |              |                   |                 |                 |
| Qualifications (1 tour)           | 2016  | 18 mars      | Denny Hamlin      | 38,194 s        | 303,379 km/h    |
| Course (500 milles)               | 1997  | 27 juin      | Jeff Gordon       | 3 h 13 min 32 s | 249,468 km/h    |
| Course (400 milles)               | 2012  | 25 mars      | Tony Stewart      | 2 h 39 min 6 s  | 257,762 km/h    |
| NASCAR Xfinity Series             |       |              |                   |                 |                 |
| Qualifications (1 tour)           | 2005  | 3 septembre  | Tony Stewart      | 38,722 s        | 299,243 km/h    |
| Course (300 milles)               | 2001  | 28 avril     | Hank Parker, Jr.  | 1 h 55 min 25 s | 250,988 km/h    |
| NASCAR Camping World Truck Series |       |              |                   |                 |                 |
| Qualifications (1 tour)           | 2006  | 24 février   | David Reutimann   | 40,228 s        | 288,040 km/h    |
| Course (200 milles)               | 2003  | 20 septembre | Ted Musgrave      | 1 h 22 min 14 s | 234,845 km/h    |
| NASCAR West Series                |       |              |                   |                 |                 |
| Qualifications (1 tour)           | 2001  | 28 avril     | Mark Reed         | 39,649 s        | 292,246 km/h    |
| Course (200 milles)               | 2001  | 28 avril     | Brendan Gaughan   | 1 h 28 min 47 s | 245,129 km/h    |
| CART                              |       |              |                   |                 |                 |
| Qualifications (1 tour)           | 2000  | 28 octobre   | Gil de Ferran     | 30,255 s        | 388,541 km/h    |
| Course (500 milles)               | 2002  | 3 novembre   | Jimmy Vasser      | 2 h 33 min 42 s | 314,088 km/h    |
| INDYCAR                           |       |              |                   |                 |                 |
| Qualifications (1 tour)           | 2003  | 20 septembre | Hélio Castroneves | 31,752 s        | 364,930 km/h    |
| Course (400 milles)               | 2003  | 21 septembre | Sam Hornish Jr.   | 1 h 55 min 51 s | 333,377 km/h    |
| Course (500 milles)               | 2014  | 30 août      | Tony Kanaan       | 2 h 32 min 58 s | 315,610 km/h    |
| Source:                           |       |              |                   |                 |                 |